# كين برادفيلد
كين برادفيلد هو متسابق يخت كندي، ولد في 3 فبراير 1929.

## وصلات خارجية
- كين برادفيلد على موقع أوليمبيديا (الإنجليزية)